# Nove saggi danteschi
Nove saggi danteschi (Nueve ensayos dantescos) sono una raccolta di saggi sulla Divina Commedia di Dante Alighieri, scritti da Jorge Luis Borges tra il 1945 e il 1951 e pubblicati insieme per la prima volta a Madrid dalla casa editrice Espasa Calpe nel 1982.

## I capitoli
- Prologo
- Il nobile castello del quarto canto
- Il falso problema di Ugolino
- L'ultimo viaggio di Ulisse
- Il carnefice pietoso
- Dante e i visionari anglosassoni
- Purgatorio, I,13
- Il Simurg e l'Aquila
- L'incontro in un sogno
- L'ultimo sorriso di Beatrice

## Contenuto
Tra le ultime opere di Borges, nasce come raccolta di suoi scritti precedenti su Dante Alighieri (in particolare i primi otto saggi), mentre Purgatorio I, 13 e L'ultimo sorriso di Beatrice erano inediti.
Da un'intervista rilasciata da Borges, pare che non fosse soddisfatto del libro, la cui pubblicazione fu probabilmente gestita da altri. All'inizio il libro si apre con il Prologo, dove Borges descrive la Divina Commedia come "il miglior libro scritto dagli uomini" e "un'opera magica" che va letta con "innocenza".
Il seguito dell'opera è un commento personale di Borges sui seguenti canti da lui scelti: Inferno-Canto I (il Limbo); Inferno-Canto XXXIII (l'episodio del conte Ugolino); Inferno-Canto XXVI (l'episodio di Ulisse); Inferno-Canto V (l'episodio di Paolo e Francesca); Paradiso-Canto X (incentrato sulla figura di Beda il Venerabile); Purgatorio-Canto I (analisi delle metafore dantesche); Paradiso-Canto XVIII (paragone dell'aquila paradisiaca con il Simurg); Purgatorio - Paradiso terrestre - Giardino dell'Eden (canti XXVII-XXXVI con l'incontro con Beatrice); Paradiso-Canto XXXI (separazione di Dante da Beatrice).
Infine vi è l'Appendice, ovvero la trascrizione della prima di sette conferenze intitolata appunto La Divina Comedia, tenuta da Borges tra il primo giugno e il tre agosto 1977 al teatro Coliseo di Buenos Aires.

## Edizioni
- (ES) Nueve ensayos dantescos, introducción de Marcos Ricardo Barnatán, presentación por Joaquín Arce, Madrid, Espasa-Calpe, 1982, ISBN 84-239-2102-6.
- Nove saggi danteschi, traduzione di Gianni Guadalupi, prefazione di Giorgio Petrocchi, Milano, Franco Maria Ricci, 1985, ISBN 88-216-0511-6.
- Nove saggi danteschi, a cura di Tommaso Scarano, Milano, Adelphi, 2001, ISBN 88-459-1653-7.